# マフィー・タラマイ
マーフィー・タラマイ（Murphy Taramai、1992年8月17日 - ）は、ジャパンラグビーリーグワン清水建設江東ブルーシャークスに所属するラグビー選手。

## 人物
- ニュージーランド・アッパーハット出身[1]。
- ポジションはフランカー(FL)、ナンバーエイト(No8)。
- 身長 186 cm、体重 105 kg
- 7人制ニュージーランド代表に選ばれたことがある[2]。

## 略歴
ウェリントン、ノースハーバー、ブルーズ、グレンデール・ラプターズを経て、2021年、清水建設江東ブルーシャークスに加入。
2022年2月6日に行われたJAPAN RUGBY LEAGUE ONE第3節クリタウォーターガッシュ昭島戦にて先発出場で日本での公式戦初出場を果たした。